# Nowa Sucha (powiat węgrowski)

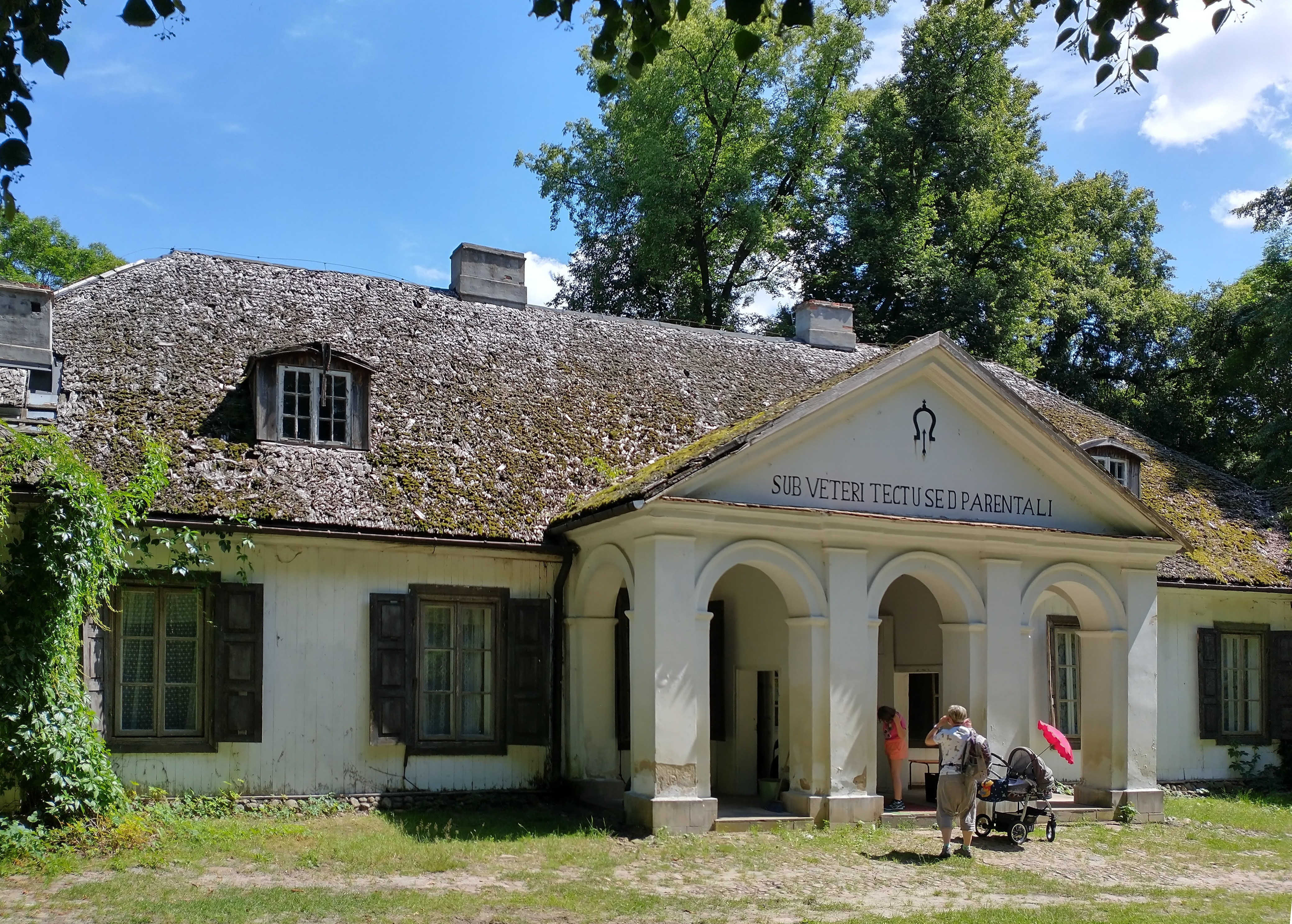
Dwór z herbem i sentencją

Nowa Sucha – wieś w Polsce, w województwie mazowieckim, w powiecie węgrowskim, w gminie Grębków. Ma status sołectwa. Leży nad rzeką Kostrzyń, na obszarze Obniżenia Węgrowskiego.
| SIMC    | Nazwa      | Rodzaj  |
| ------- | ---------- | ------- |
| 0672159 | Piotrowice | kolonia |

Wierni Kościoła rzymskokatolickiego należą do parafii Matki Bożej Królowej Korony Polskiej w Kopciach.
W latach 1975–1998 Nowa Sucha należała administracyjnie do województwa siedleckiego.

## Historia
Miejscowość o rodowodzie średniowiecznym znana pod nazwami Sucha lub Suska Wola. Pierwsza wzmianka o wsi pochodzi z 1425 roku. Od XVI wieku własność rodu Suskich herbu Jasieńczyk. Od drugiej połowy XVII do 1944 roku majątek ziemski w posiadaniu rodziny Cieszkowskich herbu Dołęga. W 1787 roku miejscowość odwiedził król Stanisław August Poniatowski. W 1814 roku w Suchej urodził się August Cieszkowski.
W latach 1945–1988 we wsi istniał PGR.
Od 1993 roku w Suchej działa Muzeum Architektury Drewnianej Regionu Siedleckiego założone z inicjatywy profesora Marka Kwiatkowskiego.

## Urodzeni w Suchej
- August Cieszkowski herbu Dołęga (ur. 12 września 1814 w Suchej, zm. 12 marca 1894 w Poznaniu) – polski ziemianin, hrabia, ekonomista, działacz i myśliciel społeczny i polityczny, filozof mesjanistyczny, jeden z założycieli Ligi Narodowej Polskiej, współtwórca i prezes Poznańskiego Towarzystwa Przyjaciół Nauk.

## Zabytki
- modrzewiowy dwór klasycystyczny Cieszkowskich zbudowany w latach 1743–1745 r. z inicjatywy kasztelana liwskiego Ignacego Cieszkowskiego. We frontonie znajduje się herb Dołęga Cieszkowskich i sentencja w j. łac. Sub veteri tectu sed parentali. Siedziba Muzeum Architektury Drewnianej Regionu Siedleckiego - wnętrza prezentujące charakter polskiego dworu szlacheckiego i galeria obrazów.

- park dworski z przełomu XVIII i XIX w.
- Muzeum Architektury Drewnianej Regionu Siedleckiego (skansen drewnianego budownictwa zabytkowego)

|  |  | - organistówka z połowy XIX w. - dwie chałupy z XIX w. - dzwonnica z końca XVIII w. - plebania z 1900 r. - wiatrak holenderski - Karczma Plebańska z około 1900 r. - dworek miejski z około 1850 r. - stodoła z około 1900 r. - maneż z końca XIX w. - wikarówka z 1840 r. - owczarnia z połowy XX w. - spichlerz z połowy XX w. - dwór klasycystyczny z 1825 r. - drewniane budynki miasteczka z XIX w. |

## Obiekty współczesne
- drewniana kaplica w stylu zakopiańskim według projektu Marka Kwiatkowskiego

## Pomniki przyrody
- w parku dworskim dwa wiekowe modrzewie